# Гореня Вас-при-Мокроногу
Гореня Вас-при-Мокроногу (словен. Gorenja vas pri Mokronogu) — поселення в общині Мокроног-Требелно, регіон Південно-Східна Словенія, Словенія.